# Liebe Halal
Liebe Halal, arabisch الحب الحلال, DMG al-Ḥubb al-Ḥalāl ‚die erlaubte Liebe‘, ist eine libanesische Filmkomödie aus dem Jahr 2015. Der Film thematisiert Liebe, Partnerschaft, Sexualität und sexuelle Aufklärung und widerstreitende private, religiöse und gesellschaftliche Moralvorstellungen in der patriarchal geprägten Gesellschaft des Libanon. Anhand dreier Paare werden die Phänome der Polygamie, die schiitische Zeitehe, das islamische Scheidungsrecht behandelt.

## Handlung
Die Filmerzählung spielt sich in verschiedenen Handlungssträngen in Beirut ab, die nur sehr lose miteinander verbunden sind.
Da sind zum einen die beiden Mädchen Hiba und Nasma. Eines Tages sitzt die etwa neunjährige Hiba im Schulunterricht, als die Lehrerin der reinen Mädchenklasse die Frage stellt, wie Kinder auf die Welt kommen. Keines der Mädchen kann eine Antwort geben, woraufhin die Lehrerin verschämt erklärt, dass der Mensch aus einem Sperma entsteht, das vom Mann zur Frau wandert, wie ein Wurm. Wie alle Kinder ist auch Hiba verwirrt und erzählt zuhause ihrer jüngeren Schwester Nasma davon. „Es gibt einen Wurm, der heißt Sperma. Der kommt aus dem Mann und bewegt sich Stück für Stück fort bis hin zur Frau. Das hat uns heute die Lehrerin erzählt.“, woraufhin Nasma fassungslos fragt: „Heißt das etwa, Papa hat Würmer?! [...] Ich habe noch nie Würmer bei uns zuhause gesehen.“ Ihre Schwester erwidert, als sie noch kleiner gewesen sei, habe sie einmal bis auf einen, alle Würmer in der Wohnung getötet. Da ihre Eltern noch einen Sohn wollen, müssten die Mädchen jetzt aufpassen, nicht aus Versehen ihren künftigen Bruder zu töten. Aus Angst, dass der Wurm nicht zu ihrer Mutter, sondern zu ihnen kommt, ziehen die Mädchen Müllsäcke über die Beine, doch verliert Hiba ihren in der Nacht und fühlt sich unwohl, woraufhin Nasma ihre Schwester fragt, ob sie schwanger ist. Der Verdacht bestätigt sich jedoch bis zum Filmende nicht.
Salim und Awatef, die Eltern von Hiba und Nasma, führen eine glückliche Ehe, doch ist Awatef von der täglichen Arbeit zu erschöpft, um jede Nacht mit ihrem für sie unersättlichen Mann Sex zu haben. Aus Verzweiflung will sie Salim überreden, eine zweite Frau zu heiraten, damit sie weniger der Libido ihres Mannes ausgesetzt ist und eine Haushaltshilfe bekommt. Salim hält dies zunächst für einen Scherz, doch Awatef macht mit ihrem Plan ernst und versucht die jüngere, schüchterne Maroussa als Braut für Salim zu gewinnen. Der ist entschieden gegen den Plan und wehrt sich auch gegen Awatefs Einwand, dass er nach dem islamischen Recht sogar vier Ehefrauen haben dürfte. Doch Awatef, die im Haus die Hosen anhat, drängt Salim zuzustimmen, der seinen Widerstand schließlich aufgibt und Maroussa als Zweitfrau die Familie immer wieder besucht und sich schnell mit den Mädchen anfreundet, die sich ihr gegenüber öffnen. Auch Salim fängt an sich an Maroussa zu gewöhnen, während bei Awatef langsam die Eifersucht wächst. Eines Tages lässt sie sie nicht ins Haus. Abends, als Salim nach Hause kommt, verführt Awatef ihn.
Im gleichen Haus hat das frisch vermählte Ehepaar Batoul und Mukhtar ständig Streit, obgleich sie sich lieben und Batoul vor allem den Sex mit ihrem Mann genießt. Nachdem es erneut zu einem Streit kommt, spricht der leicht erregbare und hocheifersüchtige Mukhtar im Zorn den Talaq, die mündliche Scheidung, aus. Damit sind die beiden nun schon zum zweiten Mal geschieden, kommen jedoch wieder zusammen. Eine dritte ausgesprochene Scheidung würde die Trennung jedoch endgültig machen und aus religiöser Sicht eine erneute Ehe verhindern. Bald darauf unterstellt Mukhtar seiner Frau eine Affäre, wird ihr gegenüber gewalttätig und spricht den dritten Talaq aus. Damit kann er Lubna nicht mehr heiraten, ehe sie nicht eine Ehe und Sex mit einem neuen anderen Mann gehabt hat und von diesem wiederum geschieden ist. Mukhtar sucht nun nach einem Mann, der diese Aufgabe übernehmen kann, damit er nach der Scheidung wieder mit Batoul zusammen sein kann. Batoul ist entsetzt, als Mukhtar dies von ihr verlangt. Sie trennt sich endgültig von ihm und zieht aus der Wohnung aus.
Die Modedesignern Lubna ist mit ihrer Scheidung durch, wofür sie von ihrer christlichen Arbeitskollegin beneidet wird, da Lubna als Muslimin sich im Gegensatz zu ihr als Christin scheiden lassen kann. Lubna plant zu ihrem Bruder nach Australien auswandern, schwärmt jedoch gleichzeitig für den verheirateten Obstverkäufer Abdallah Abu Ahmed, der in der Vergangenheit um Lubnas Hand angehalten hatte, von ihren Eltern aber abgelehnt worden war. Die beiden beginnen eine Affäre, die sie wegen ihres schiitischen Glaubens als Zeitehe religiös legitimieren können, ohne sie öffentlich zu machen. Doch Lubna leidet unter dem Versteckspiel und Abdallahs wenig rücksichtsvoller Art ihr gegenüber, worauf sie beschließt die Ehe nach Ablauf der festgesetzten Zeit nicht zu erneuern. Doch Lubnas Mutter erfährt von Gerüchten über die Affäre ihrer Tochter und stellt diese zur Rede. Lubna rechtfertigt sich, dass ihre Mutter sich nicht aus der Religion das raussuchen könne, was ihr passt – die Ehe sei islamisch konform (halal). Die Mutter hingegen akzeptiert die Entscheidung ihrer Tochter nicht, in ihren Augen und aus Sicht der Gesellschaft sei sie sowohl wegen der Affäre als auch ihrer Scheidung nun nicht mehr als eine Hure. Lubna ihrerseits wirft ihrer Mutter vor, dass sie daran schuld sei, da sie Lubna als junge Frau gedrängt habe, einen Mann zu heiraten, den Lubna nicht liebte. Nun sei sie über 30 Jahre alt und stehe vor den Trümmern ihres Privatlebens. Im Streit verlässt Lubnas Mutter wütend ihre Tochter. Lubna trifft der nächste Schicksalsschlag, als ihr Visumsantrag auf Auswanderung nah Australien abgelehnt wird. Abdallahs Ehefrau weiß ebenfalls von der Zeitehe mit Lubna, gibt ihrem Mann aber eine Chance ihre eigene Ehe fortzusetzen. Lubna kehrt in ihren Job als Modedesignerin in Beirut zurück.

## Hintergrund
Der Film thematisiert anhand der dargestellten Personenschicksale auf passive, aber kritische Art die Schwierigkeiten, die sich für die Beziehungen der Menschen durch widerstreitende Interessen, Regeln und Moral- und Lebensvorstellungen ergeben. Zum einen geht es um die persönliche Ebene, um die eigentlichen Ziele und Wünsche der Protagonisten, zum anderen um die Regeln der Religion, die starken Einfluss auch auf das staatliche Gesetz haben, und zum weiteren um die Vorstellungen von gesellschaftlichen Rollenbildern, die mit der patriarchalen Gesellschaftsordnung verbunden sind. Die Grenzen zwischen persönlichen, religiösen und gesellschaftlichen Vorstellungen verschwimmen dabei, sind oft miteinander aber auch nicht vereinbar.
Im Falle von Salim und Awatef will letztere ihrem Ehemann eine zweite Frau vermitteln, weil sie oft so die für sie belastende Situation in der Familie zu lösen, obwohl die beiden eine glückliche Ehe führen. Während Awatef Salim auf das Recht der Polygamie im Islam und Koran hinweist, lehnt dieser sowohl aus eigener Überzeugung als auch mit Hinweis auf das Gleichbehandlungsgebot im Koran ab, beugt sich letztlich jedoch dem Wunsch seiner Ehefrau, die erst später erkennt, dass sie selbst nicht ihren Mann mit einer anderen Frau teilen kann. In ihrem Fall nutzt sie die Religion lediglich, um ihr Ziel durchzusetzen.
Das junge Ehepaar Batoul und Mukhtar liebt sich zwar, hat aber aufgrund Mukhtars extremer Eifersucht und Aggressionsproblemen kein harmonisches Zusammenleben. Um Frauen vor genau solchen Männern wie Mukhtar zu schützen, sieht das islamische Recht vor, dass eine Frau nach Ausspruch des dreimaligen Talaq (Ausspruch der Scheidung) den Mann, der sie verstoßen hat, nicht erneut heiraten kann, bevor sie nicht zuvor einen anderen Mann geheiratet, mit ihm Geschlechtsverkehr gehabt und sich wieder von ihm geschieden hat. Aufgrund Mukhtars Verhalten wird das religiöse Recht nun zur Falle für das sich dennoch liebende Paar. Letztlich widersteht Batoul dem Drängen Mukhtars, einen anderen Mann zu heiraten, mit diesem zu schlafen und sich sofort wieder scheiden zu lassen. Letztlich versteht, was für einen Mann sie mit Mukhtar eigentlich geheiratet hat.
Der Familienvater Abdallah empfindet seine Ehefrau nur noch als nörgelnd und unattraktiv, weshalb er sich auf die Beziehung mit der hübschen Lubna einlässt, die er seit langer Zeit begehrt, genauso wie Lubna ihn. Letztlich nutzen beide den Schiiten vorbehaltenen Kniff der Zeitehe, um eine islamrechtlich legitime Ehe zu führen, während dies in den Augen der Gesellschaft lediglich eine Ausrede für ihre Affäre ist. Tatsächlich leidet Lubna am meisten unter den patriarchalen Vorstellungen in der Gesellschaft, die eine geschiedene Frau als makelbehaftet abstempeln.

## Produktion und Veröffentlichung
Die Premiere des Films erfolgte am 13. Dezember 2015, auf dem Dubai International Film Festival, die internationale Premiere auf dem Sundance Film Festival 2016.

## Rezensionen
In der Filmdatenbank Internet Movie Database kommt der Film auf eine Gesamtwertung von 6,3 von 10 Punkten bei über 500 abgegebenen Bewertungen.